# Оксазепам
Оксазепамът е медикамент от групата на бензодиазепините с успокоителен, седативен и сънотворен ефект. Намира приложение при неврози, депресия и нарушения на съня.
Фигурира в Наредбата за реда за класифициране на растенията и веществата като наркотични в Списък III – Рискови вещества, съответно не е сред лекарствените продукти, разрешени за употреба в България.
Не е одобрен от Европейската агенция по лекарствата, а в Обединеното кралство е контролирано лекарство от клас C (съгласно Закона за злоупотребата с наркотични вещества от 1971 г.) – продава се само срещу рецепта, незаконното му притежание и разпространение се наказва с глоба или с лишаване от свобода – съответно до 2 години за притежание и до 14 години за разпространение.

## Описание
Оксазепамът представлява бял кристален прах без мирис, понякога с леко жълтеникав оттенък. Практически неразтворим във вода, слабо разтворим в етанол и хлороформ, но разтворим в диметилформамид.
Взаимодейства със специфични бензодиазепинови рецептори, разположени в постсинаптичния ГАМКА рецепторен комплекс в лимбичната система на мозъка и мозъчния ствол. Повишава чувствителността на рецепторите за ГАМК към медиатора (ГАМК).
Оказва успокояващ ефект върху централната нервна система. Премахва емоционалното напрежение, страха, безпокойството и улеснява заспиването. Облекчава симптомите при остра алкохолна абстиненция.
Преминава през кръвно-мозъчната бариера, плацентарната бариера, прониква в кърмата.

## Странични ефекти
При употреба на оксазепам могат да се наблюдават следните странични ефекти:
- атаксия,
- безсъние,
- гадене,
- главоболие,
- дизартрия,
- загуба на памет и концентрация,
- замаяност,
- замъглено зрение,
- летаргия,
- ниски нива на левкоцитите и тромбоцитите,
- обриви,
- повръщане,
- пристрастяване,
- раздразнителност,
- слабост,
- спазми,
- стомашно-чревни разстройства,
- сухота в устата,
- сънливост,
- тахикардия,
- тремор,
- умора,
- халюцинации,
- хипотония.

Предозирането може да причини кома.